# Richard Kapuš
Richard Kapuš (* 9. Februar 1973 in Bratislava, Tschechoslowakei) ist ein slowakischer Eishockeyspieler, der seit 2011 beim HC 05 Banská Bystrica in der slowakischen Extraliga unter Vertrag steht.   

## Karriere
Richard Kapuš begann seine Karriere als Eishockeyspieler in seiner Heimatstadt im Nachwuchsbereich des HC Slovan Bratislava. Für dessen Profimannschaft spielte der Angreifer von 1990 bis 2000 zunächst in der 1. Liga der Tschechoslowakei sowie ab 1993 in der nach der Teilung der Tschechoslowakei neu gegründeten slowakischen Extraliga. Mit Bratislava gewann er 1998 und 2000 jeweils die nationale Meisterschaft, während er mit seiner Mannschaft in der Saison 1998/99 im Playoff-Finale am HC Košice scheiterte. Zur Saison 2000/01 wechselte der Linksschütze zum HC Oceláři Třinec aus der tschechischen Extraliga, kehrte jedoch bereits am Saisonende wieder nach Bratislava zurück. 
Nach seiner Rückkehr in die Slowakei gewann Kapuš mit dem HC Slovan Bratislava 2002 und 2003 jeweils erneut die Meisterschaft. Daraufhin erhielt er einen Vertrag beim HK Awangard Omsk aus der russischen Superliga, beendete die Saison 2003/04 jedoch in der schwedischen Elitserien beim Luleå HF. Omsk wurde in den Playoffs schließlich Meister. Für die Saison 2004/05 unterschrieb der Nationalspieler erneut in Bratislava, für das er die punktbeste Spielzeit seiner Karriere absolvierte. Mit insgesamt 66 Scorerpunkten, davon 21 Tore, führte er seinen Heimatclub zu seiner fünften slowakischen Meisterschaft.    
Aufgrund seiner guten Leistungen konnte Kapuš Metallurg Nowokusnezk auf sich aufmerksam machen, für das er von 2005 bis 2007 in der russischen Superliga auf dem Eis stand. In der Saison 2007/08 wurde der zweifache Olympiateilnehmer zum bislang letzten Mal mit Bratislava slowakischer Meister. In der gleichen Spielzeit scheiterte er mit seiner Mannschaft auf europäischer Ebene bereits in der Gruppenphase des IIHF European Champions Cup, nachdem das letzte Gruppenspiel gegen den späteren Sieger HK Metallurg Magnitogorsk aus Russland mit 1:2 in der Verlängerung verloren worden war. Ab der Saison 2008/09 spielte Kapuš in der neu gegründeten Kontinentalen Hockey-Liga für seinen früheren Verein Metallurg Nowokusnezk, bevor sein Vertrag im Dezember 2009 aufgelöst wurde. Im Januar 2010 wurde Kapuš vom HK Lada Toljatti verpflichtet. Bis Saisonende stand er für die Mannschaft in vier Spielen auf dem Eis, wobei er punkt- und straflos blieb. In der Saison 2010/11 spielte er ein weiteres Mal für einen Stammverein HC Slovan Bratislava in der Extraliga, wobei er das Team als Mannschaftskapitän führte. Zur folgenden Spielzeit wechselte er zum HC 05 Banská Bystrica.

### International
Für die Tschechoslowakei nahm Kapuš an der Junioren-Weltmeisterschaft 1993 teil, bei der er mit seiner Mannschaft den dritten Platz belegte. Für die Slowakei nahm er an den Weltmeisterschaften 1999, 2000, 2003, 2004, 2006 und 2007 teil. Des Weiteren stand er im Aufgebot der Slowakei bei den Olympischen Winterspielen 2002 in Salt Lake City und 2006 in Turin. Zudem trat der Stürmer mit der slowakischen Inlinehockeynationalmannschaft bei der Weltmeisterschaft 2008 an, die in seiner Heimatstadt Bratislava stattfand. Bei dieser belegte er mit seinem Team den zweiten Platz.

## Erfolge und Auszeichnungen
| - 1998 Slowakischer Meister mit dem HC Slovan Bratislava - 1999 Slowakischer Vizemeister mit dem HC Slovan Bratislava - 2000 Slowakischer Meister mit dem HC Slovan Bratislava - 2000 Extraliga All-Star Game - 2002 Slowakischer Meister mit dem HC Slovan Bratislava | - 2003 Slowakischer Meister mit dem HC Slovan Bratislava - 2003 Extraliga All-Star Game - 2005 Slowakischer Meister mit dem HC Slovan Bratislava - 2008 Slowakischer Meister mit dem HC Slovan Bratislava |

### International
- 1991 Goldmedaille bei der U18-Junioren-Europameisterschaft
- 1993 Bronzemedaille bei der Junioren-Weltmeisterschaft
- 2000 Silbermedaille bei der Weltmeisterschaft
- 2003 Bronzemedaille bei der Weltmeisterschaft
- 2008 Silbermedaille bei der IIHF Inlinehockey-Weltmeisterschaft

## Statistik
(Stand: Ende der Saison 2010/11)